# Todos somos villanos
Todos somos villanos es la novela debut de la autora americana M. L. Rio publicada por primera vez en 2017. La novela trata sobre un misterioso asesinato que gira en torno a Oliver Marks, actor en el "Dellecher Shakespeare" conservatorio y gran parte de la novela tiene lugar en su cuarto y último año en el conservatorio. 

## Trama
La tarde antes de ser liberado con libertad condicional después de haber servido durante años por un crimen no especificado, Oliver Marks es abordado por el investigador líder en su caso, el Detective Colborne. Sospechando de la historia oficial, Colborne anuncia su retiro de la fuerza policial y le pide a Oliver que finalmente le cuente la verdad. Oliver acepta pero le pide a Colborne que no actúe basado en lo que le contará.
En 1997, Oliver está en su cuarto y último año en el prestigioso "Clásico Conservatorio Dellecher", en donde reside junto a sus seis compañeros de clase en una pequeña residencia llamada "el Castillo". Como los estudiantes de bajo rendimiento con expulsados cada año, ellos siete son los únicos estudiantes de cuarto año que quedan. La noche antes de las audiciones para Julio César, uno de los estudiantes-Alexander-sugiere que las audiciones no tienen sentido ya que los siete han sido constantemente encasillados - el héroe (James), el villano (Alexander), el tirano (Richard), la tentadora (Meredith), la ingenua (Wren), y los dos poco afortunados consignados a las partes pequeñas (Oliver y Filippa). Cuando reciben el reparto, es revelado que las predicciones de Alexander eran correctas. 
Sin embargo, la situación cambia en la actuación anual de Halloween, con algunas escenas selectas de Macbeth que los estudiantes de cuarto curso representan tradicionalmente cada año. Cada estudiante recibe por correo un sobre que contiene el reparto asignado a él y las escenas a preparar, así como las instrucciones de no compartir esa información con ninguno de sus compañeros. Oliver es asignado la parte de Banquo y se sorprende al ver a James, en vez de a Richard, aparecer como Macbeth la noche de Halloween. Después del espectáculo, los estudiantes organizan una fiesta durante la cual un borracho y celoso Richard acaba atacando a James, casi ahogándolo en el lago en el que la obra fue representada. Richard se disculpa de mala gana, y el grupo intenta ignorar el asalto. Sin embargo, en las siguientes semanas, Richard se vuelve cada vez más violento y empieza a atacar a sus compañeros, incluida su novia Meredith, James, y Oliver, en el escenario durante César. Oliver, Alexander, y James deciden pelear de vuelta durante la escena de la muerte de César, la cual rápidamente se escapa de control. En la fiesta del reparto, Richard le pega a un estudiante que estaba flirteando con Meredith. Él procede a llamar a Meredith una "puta" y se mete también en una pelea con ella. Después, Oliver busca a Meredith para consolarla, y los dos terminan acostándose.
La mañana siguiente, Oliver y Meredith son despertados por Filippa. Ella guía al grupo hacia el lago, donde encuentran a Richard con el cráneo roto. Está vivo, pero por poco. James intenta ayudarle, pero es detenido por Alexander, que sugiere que deberían dejarle morir y así terminar su reinado de terror. El grupo se pone de acuerdo en esperar a que Richard muera, y lego llamar a la policía y fingir que él ya estaba muerto cuando lo encontraron.
Los estudiantes son brevemente cuestionados por la policía, liderada por el Detective Colborne, y la muerte de Richard es dictada como un accidente de borrachera. Oliver vuelve a casa por Acción de Gracias y descubre que sus padres no van a pagar su último semestre, pero la escuela está de acuerdo en dejarle trabajar media jornada como guardián para aliviar sus gastos de matrícula. Después de que los estudiantes regresen de las vacaciones, se preparan para representas unas escenas de Romeo y Julieta, otra tradición, en el baile de máscaras de Navidad. Durante la actuación, Oliver descubre que James está enamorado de Wren. Él se cela y se da cuenta de que se siente románticamente atraído a James.
Después de que Oliver visite a Meredith durante las vacaciones navideñas, se vuelven más cercanos y empiezan a  salir juntos y a acostarse con más frecuencia. Cuando Oliver vuelve a Dellecher, limpia el Castillo como parte de sus deberes de guardián, y escucha una visita de Colborne y su compañero, en la que Colborne admite que, a pesar de la declaración oficial, él no se cree que la muerte de Richard haya sido un accidente. A continuación, Oliver descubre una pieza de tela manchada de sangre en la chimenea y la esconde entre conjuntos desechados en el Edificio de Bellas Artes. Los de cuarto año son asignados El Rey Lear como su producción primaveral. Pero, mientras el semestre progresa, el elenco se vuelve cada vez más abatido debido a la muerte de Richard. Wren empieza a sufrir desmayos, James le rompe la nariz a Oliver durante una práctica de combate, y Alex tiene una sobredosis por drogas pero sobrevive. La noche de la fiesta del elenco de Lear James se emborracha y actúa erráticamente, solo hablando metido en el papel de Edmund. La mañana siguiente, mientras Oliver limpia su habitación, descubre una mancha de sangre en unancla escondida en el colchón de James.  
Oliver confronta a James durante la intermisión de Lear, y James confiesa de mala gana. Cuando Richard salió de la fiesta del reparto de César, asaltó a Wren, que estaba intentando calmarle. Wren le suplicó a James que fuese detrás de Richard, temiendo que se hiciese daño a sí mismo. James le buscó junto al lago, solo para darse cuenta de que Richard le había estado siguiendo todo ese tiempo. Richard empezó a meterse con él y amenazarle, eventualmente haciendo un comentario homofóbico en el que acusaba a James y Oliver de estar enamorados el uno del otro y amenazando de ahogar a James en el lago. Entonces James agarró el objeto más cercano— el ancla del bote — y le golpeó con ello. James también admite que Filippa sabía sobre el asesinato, y que fue ella quien quemó la camiseta manchada de sangre en la chimenea.
Oliver y James regresan a Lear, solo para ver a Colborne esperando entre bastidores. Dándose cuenta de que se les ha agotado el tiempo, James besa a Oliver sobre el escenario. Antes de que Colborne pueda arrestarle, Oliver confiesa ser el asesinato de Richard, usando una versión un poco retocada de la historia de James. Como su DNA está tanto en el trozo de camiseta y en el ancla del bote, es arrestado y llevado a juicio, aunque Colborne no cree que él sea el verdadero asesino. 
En el día en el que es liberado de prisión en 2008, Filippa, la única miembro del grupo con la que ha mantenido un firme contacto, va a buscarle. Oliver no puede esperar a reunirse con James, quien eventualmente había dejado de visitarle, pero es informado de que se ahogó cuatro años antes. En cambio, Oliver va a visitar a Meredith, que es ahora una actriz de televisión que vive en Chicago. Ella admite que fue la que le dijo a Colborne que arrestase a James en la actuación, ya que se lo confesó un día después de un intenso ensayo. Oliver admite que estaba enamorado de James mientras estaban juntos, pero dice que también la quiso a ella. Los dos tentativamente continúan su relación.
Filippa envía a Oliver la nota de suicidio de Oliver, que James había dirigido hacia él. Oliver lo reconoce como un monólogo de Pericles, Príncipe del Tiro, en la que Pericles lamenta la aparente muerte de su mujer, Thaisa, en mitad de una tormenta en el mar. Su cuerpo es arrojado al océano, pero - desconocido por Pericles - es llevado cerca del hogar de un médico que es capaz de revivirla. Durante años, Thaisa vive escondida del resto de la sociedad como una sacerdotisa, creyendo que su marido había muerto en la tormenta, hasta que la diosa Diana les ayuda a reencontrarse. Al investigar la muerte de James online, Oliver se entera de que el cuerpo de James nunca fue encontrado.

## Personajes
- Oliver Marks, cree ser el miembro menos talentoso de su tropa de teatro, un hijo mediano cuyo padre se opone vehementemente a que se haga actor.
- Richard Stirling, un talentoso actor que también esconde un lado abusivo y oscuro. Es un actor de segunda generación.
- James Farrow, el mejor amigo de Oliver e hijo de un profesor de literatura y de su mucho más joven estudiante.
- Meredith Dardenne, una increíblemente hermosa pelirroja que viene de una familia adinerada; novia de Richard.
- Alexander Vass,  un chico gay y estudiante de acogida de un descendiente medio-Latino y y drogadicto.
- Wren Stirling, prima de Richard, una actriz de segunda generación.
- Filippa Kosta, la única actriz de la tropa que continúa siendo cercana a Oliver después de que vaya a prisión. Se va a trabajar en el conservatorio después de la graduación.

## Recepción
La novela tuvo opiniones mixtasThe New York Times la llamó "a momentos buena, a momentos mala"." Kirkus Reviews lo llamó un debut "melodramático, lleno de suspense". En Goodreads, tiene una media de 4.10 estrellas de cinco.
Muchos lectores incluyendo Cynthia d'Aprix Sweeney, escritora de El Nido, comparó esta novela a la de Donna Tartt El Secreto. 